# Air Panama
Maintenant nous pouvons tous voyager (Ahora todos podemos viajar)
Ne doit pas être confondu avec Air Panama Internacional.
Air Panama (code AITA : 7P ; code OACI : PST) est une compagnie aérienne panaméenne. C'est la seconde compagnie aérienne au Panama derrière Copa Airlines.

## Destinations
La compagnie dessert 14 destinations au départ de Panama City en octobre 2020

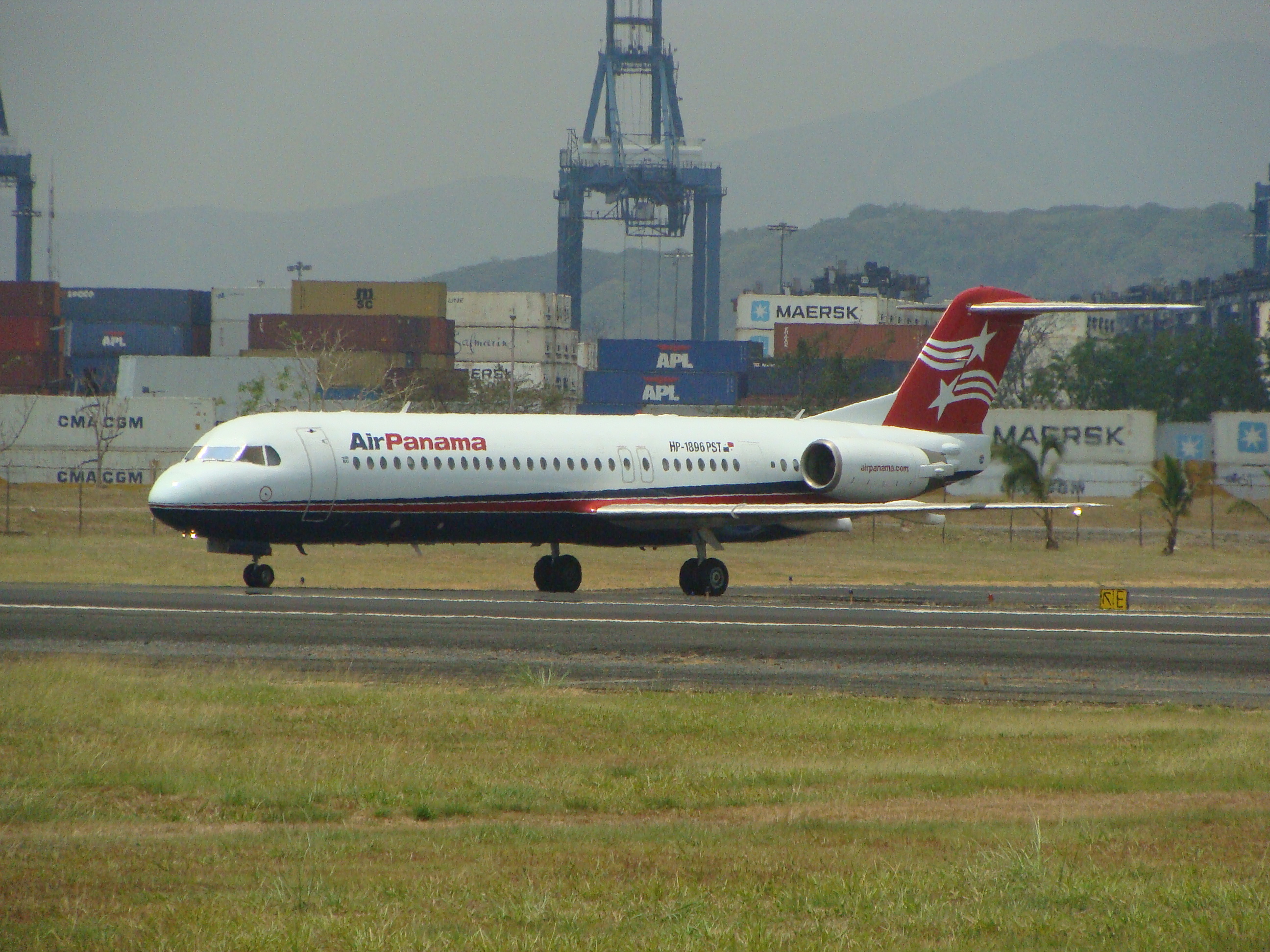
Air Panama Fokker 100

## Flotte
En 2025, la compagnie opère 5 Fokker 50